# اعتراضات ۱۴۰۴ کشاورزان ایران
اعتراضات ۱۴۰۴ کشاورزان ایران شامل اعتراضات کشاورزان در نقاط مختلف کشور مانند: اصفهان، اهواز، نطنز، زرقان، گرمسار، خوزستان، رفسنجان و... که در اعتراض به عدم رسیدگی به مطالبات آنها شامل: حق‌آبه، کمبود آب و قطعی مکرر و طولانی برق، تاخیر دولت در پرداخت بدهی خود به کشاورزان گندم‌کار و درخواست رسیدگی به سایر مطالبات آنها انجام شده است.  

## اعتراضات

#### ۵فروردین
در اصفهان جمعی از کشاورزان در اعتراض به عدم رسیدگی به حق‌آبه قانونی خود از زاینده‌رود تجمع اعتراضی برپا کردند. معترضان طی روزها و هفته‌های اخیر به دفعات نسبت به عدم دریافت حق‌آبه خود اعتراض کردند.

#### ۱۰ فروردین
کشاورزان اصفهانی برای اعتراض به عدم دریافت حق‌آبه زاینده رود برای دومین روز پی در پی تجمع اعتراضی برپا کردند. در این اعتراض مأموران حکومت با تهاجم به کشاورزان معترض به سمت آن‌ها گاز اشک‌آور و گلوله ساچمه‌ای شلیک کردند. کشاورزان که با تراکتورهای‌شان به خیابان‌ها آمده بودند، می‌گفتند که این دفعه در صورت عدم تأمین درخواست‌شان به خانه برنمی‌گردند. آنها تهدید کردند که اگر لازم شد نماز عید فطر را نیز در برابر سازمان آب اصفهان برپا خواهند کرد.

#### ۱۵ فروردین
کشاورزان شرق اصفهان با شعارهایی نظیر «آب زاینده‌رود حق مسلم ما است»، خواهان باز شدن آب این رودخانه به زمین‌های کشاورزی خود شدند. در نطنز نیز جمعی از مردم در اعتراض به تاراج آب کشاورزی روستاها توسط شرکت‌های معدنی با حمایت سازمان منابع طبیعی و وزارت صمت از این شرکت‌ها، در مقابل دادگستری نظنز تجمع اعتراضی برپا کردند.

#### ۲۹ فروردین
به گزارش اتحادیه آزاد کارگران ایران، در شهرستان زرقان، جمعی از کشاورزان منطقه بند فیض‌آباد در اعتراض به عدم وجود حقابه کافی، تجمع اعتراضی برپا کردند.

#### ۵ اردیبهشت
بنابر گزارش اتحادیه آزاد کارگران ایران، جمعی از کشاورزان آرادان و گرمسار در اعتراض به تأخیر در باز کردن آب سد نمرود که باعث تلف شدن محصولات کشاورزی آنها شده است، تجمع اعتراضی برپا کردند.

#### ۲۷ اردیبهشت
جمعی از کشاورزان رفسنجان در اعتراض به قطع مدوام و طولانی برق در برابر ساختمان فرمانداری تجمع اعتراضی برپا کردند.

#### ۳۱ اردیبهشت
در استان خوزستان گروهی از کشاورزان در جلو استانداری اهواز تجمع اعتراضی برپا کرده و خواهان مطالبات باقیمانده خود از دولت شدند.

#### ۷ خرداد
کشاورزان گندم‌کار در خوزستان در اعتراض به عدم پرداخت پول خود در مقابل گندم تحویل داده شده به دولت، پس از راهپیمایی در برابر استانداری تجمع اعتراضی برپا کردند. کشاورزان معترض فریاد میزدند که در ۴۸ روز گذشته هنوز ریالی پرداخت نکرده‌اند.

#### ۲۰ خرداد
بنابر گزارش اتحادیه آزاد کارگران ایران در شیراز جمعی از کشاورزان کامفیروز در اعتراض به عدم تامین حق‌آبه، که عامل فقر و بیکاری و نارضایتی است، در برابر ساختمان استانداری تجمع اعتراضی برپا کردند.

#### ۵ مرداد
در کرمانشاه گروهی از کشاورزان گندم‌کار نسبت به تأخیر و خلف وعده‌های مکرر دولت در پرداخت بهای گندم‌ تحویلی و عدم دریافت مطالبات‌شان در برابر استانداری کرمانشاه تجمع اعتراضی برپا کردند.

#### ۱۳ مرداد
جمعی از کشاورزان زابل نسبت به «کاهش سهمیه سوخت تراکتورها» در برابر ساختمان فرمانداری این شهر تحصن کردند. معترضان گفتند که کاهش سهمیه سوخت از طرف دولت فعالیت‌های کشاورزی را مختل و در آستانه تعطیلی قرار داده است.

#### ۱۴ مرداد
در تهران جمعی از کشاورزان نسبت به تصمیم‌های بحران‌ساز و سیاست‌های ناکارآمد وزارت جهاد کشاورزی در برابر ساختمان این وزارتخانه تجمع اعتراضی برپا کردند. معترضان گفتند که وزیری که نمی‌تواند مدیریت کند، باید کنار برود.